# Hetty Verhoogt
 (décembre 2018).
Si vous disposez d'ouvrages ou d'articles de référence ou si vous connaissez des sites web de qualité traitant du thème abordé ici, merci de compléter l'article en donnant les références utiles à sa vérifiabilité et en les liant à la section « Notes et références ».
Hetty Verhoogt, née Hendrika Jacoba Verhoogt le 18 septembre 1938 à Amsterdam, est une actrice néerlandaise.

## Filmographie

### Cinéma et séries télévisées
- 1963 : Een Midzomernachtsdroom (nl)
- 1963 : De vergeten medeminnaar (nl)
- 1964 : Maigret
- 1965 : Stiefbeen en zoon (nl)
- 1966 : La Danse du héron
- 1966 : Miranda en de speelgoedman
- 1967 : De verloedering van de Swieps (nl)
- 1967 : Mandjes uit Mexico
- 1968 : Lucelle
- 1968 : Zeemansvrouwen (nl)
- 1969 : Zo goed als nieuw
- 1971-1972 : De kleine waarheid (nl)
- 1974 : Martha
- 1975 : Kiss Me Kate
- 1977 : Standrecht
- 1979 : Ons goed recht
- 1979 : Cassata
- 1980 : Een zekere Judas
- 1980 : Tenslotte ben je geen kind meer
- 1983 : De weg (nl)
- 1983 : Bessen (nl)
- 1983 : An Bloem (nl)
- 1983-1984 : Herenstraat 10 (nl)
- 1984 : Schoppen Troef
- 1986 : De Appelgaard (nl)
- 1987 : Moordspel (nl)
- 1987 : Een nieuwe dood
- 1989 : Simon Winner
- 1991 : De zomer van '45 (nl)
- 1992 : Caravans
- 1993 : Goede tijden, slechte tijden
- 1993 : Vrienden voor het leven (nl)
- 1994 : Het Zonnetje in Huis (nl)
- 1994 : De Victorie (nl)
- 1995 : Oppassen!!! (nl)
- 1995-1996 : Sam sam (nl)
- 1998-1999 : In de praktijk (nl)